# 萨曼莎·米尔斯
萨曼莎·米尔斯（英語：Samantha Mills，1992年3月23日—）是一位澳大利亚跳水运动员。她在童年曾从事体操训练，并在少年时期转投跳水前曾短暂练习过撑杆跳高。
在2013年夏季世界大学生运动会中，米尔斯夺得了女子1米跳板项目的金牌，并与搭档覃帆联手收获女子双人3米跳板银牌。2014年12月，她又获得澳大利亚跳水锦标赛的女子3米跳板冠军。至2015年在俄罗斯喀山举办的世界游泳锦标赛，她再携手覃帆勇夺女子双人3米跳板铜牌。
在2015年，米尔斯是南澳大利亚体育学院的奖学金获得者，并师从米歇尔·拉鲁什。